# Burg Philippstein
Burg Philippstein ist die Ruine einer kleinen Spornburg oberhalb von Philippstein, das heute zur Stadt Braunfels gehört, im Lahn-Dill-Kreis in Hessen.

## Lage
Die Ruine der Spornburg liegt etwa 35 Meter über dem gleichnamigen Dorf auf dem Burgberg, einem ca. 280 m ü. NHN hohen Bergsporn über dem Tal des Möttbachs. Das Dorf und die Burg im Taunus liegen etwa 12 Kilometer Luftlinie südwestlich von Wetzlar, 25 Kilometer nordöstlich von Limburg und 47 Kilometer nordwestlich von Frankfurt am Main.

## Geschichte
Die Burg wurde im Jahre 1390 von Graf Philipp I. von Nassau-Weilburg erbaut.
Sie diente in erster Linie der Absicherung seines Territoriums und der Bergbauminen. 
Spätestens im 16. Jahrhundert verlor die Burg ihre strategische Bedeutung und verfiel nach dem Abzug des letzten Verwalters immer weiter.
Im 19. Jahrhundert wurde die Ruine von den Dorfbewohnern als Steinbruch genutzt, sodass weite Teile abgetragen wurden und die Steine in neu errichteten Gebäuden eingefügt wurden.
Selbst der Bergfried wurde nicht verschont. Auch ihm wurden im unteren Bereich Steine entnommen, sodass er das Aussehen eines von Bibern angenagten Baumstammes hatte und stark einsturzgefährdet war.

## Anlage

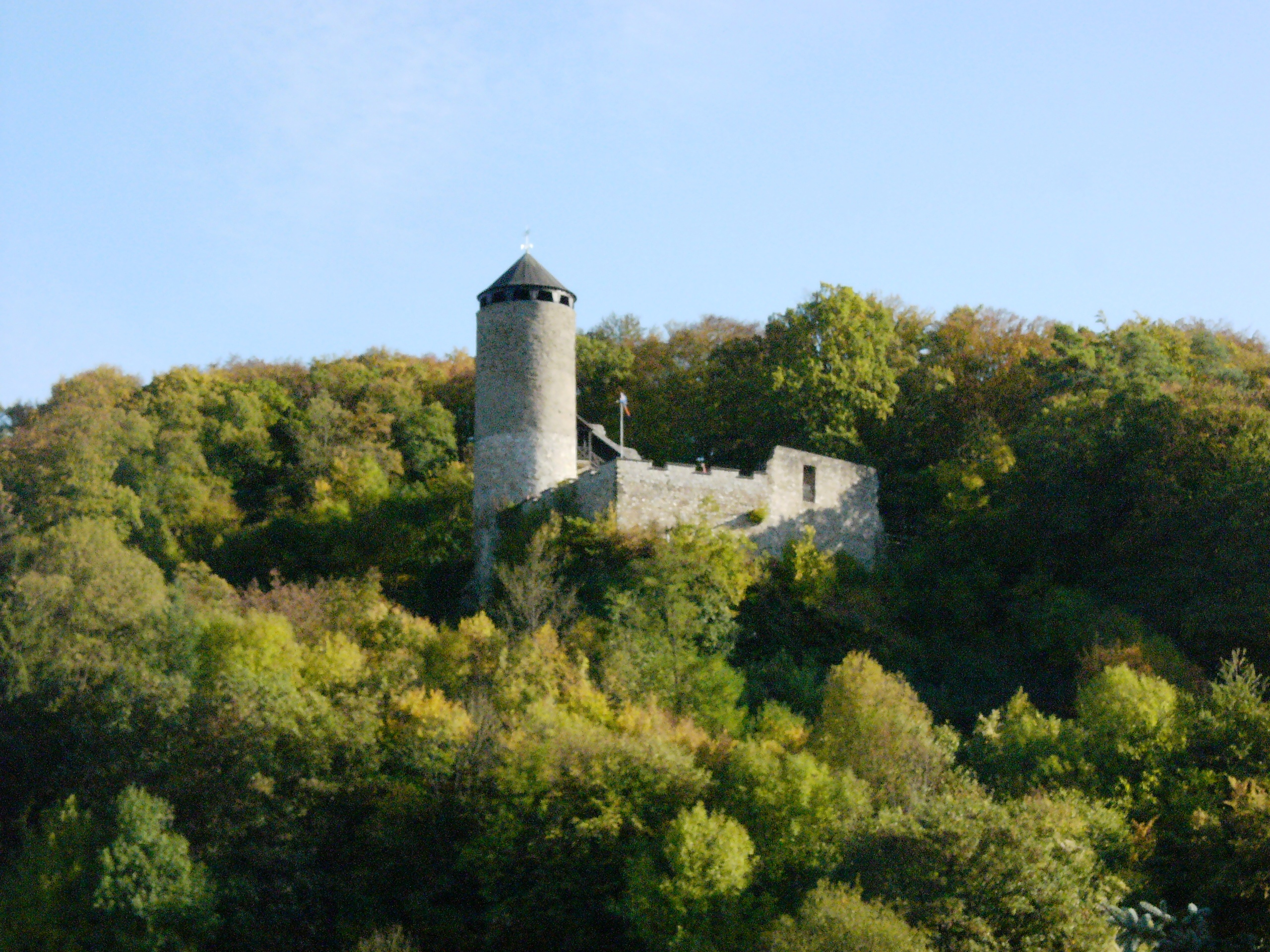
Burg Philippstein

Der Bergfried der Burg liegt am westlichen Rand der Ruine an ihrer tiefsten Stelle, was burgenbautechnisch eine Besonderheit darstellt. An den Bergfried schließen sich Reste der Schildmauer an. Weitere Mauerreste am Berghang könnten von einem Palas stammen, wobei dies nicht einwandfrei geklärt ist.
Die Ruine ist heute wieder frei begehbar. Der etwa 20 Meter hohe Bergfried ist mittlerweile im Bestand gesichert und kann bestiegen werden. Er besitzt heute ein Dach, das aus einer hölzernen Konstruktion besteht und mit Schiefer gedeckt ist.
Nicht zuletzt hat sich ein örtlicher Bürgerverein ab dem Jahr 1976 um den Erhalt der Ruine verdient gemacht.
Auch die Grundmauern anderer Burggebäude wurden zwischenzeitlich ausgegraben und gesichert.